# GP Gorenjska
Le GP Gorenjska (GP Slovenia en 2021) est une course cycliste sur route masculine slovène. Créé en 2021, il fait partie de l'UCI Europe Tour depuis sa création, en catégorie 1.2 (course d'un jour). Il a lieu en mai, dans la région de Haute-Carniole (Gorenjska en slovène).
Il ne doit pas être confondu avec le Grand Prix Slovenian Istria, une course cycliste également organisée en Slovénie, mais dans la région d'Istrie. 
En 2022, la course est renommée GP Gorenjska.

## Palmarès
| Année | Vainqueur        | Deuxième        | Troisième        |
| ----- | ---------------- | --------------- | ---------------- |
| 2021  | Mirco Maestri    | Felix Ritzinger | Michal Schlegel  |
| 2022  | Patryk Stosz     | Tilen Finkšt    | Daniel Babor     |
| 2023  | Davide De Cassan | Martin Messner  | Alexander Hajek  |
| 2024  | Michal Schuran   | Jakub Říman     | Emanuel Zangerle |